# Ablis
Ablis település Franciaországban, Yvelines megyében. Lakosainak száma 3814 fő (2022. január 1.). Ablis Boinville-le-Gaillard, Orsonville, Prunay-en-Yvelines, Saint-Martin-de-Bréthencourt és Sonchamp községekkel határos.

## Népesség
A település népességének változása:
| Lakosok száma | 3250 | 3426 | 3485 | 3439 | 3443 | 3490 | 3509 | 3715 | 3814 |
|               | 2013 | 2015 | 2016 | 2017 | 2018 | 2019 | 2020 | 2021 | 2022 |